# Tomás da Rosa
Tomás da Rosa Pereira Júnior (Santo António do Monte, Candelária (Madalena), 20 de dezembro de 1921 — Horta, 11 de março de 1994), mais conhecido por Tomás da Rosa, foi um professor liceal, jornalista, latinista e ensaísta.

## Biografia
Tomás da Rosa nasceu no lugar do Monte, freguesia da Candelária, na ilha do Pico, filho mais velho de Tomás da Rosa Pereira e de sua mulher Narcisa da Rosa Pereira. Teve cinco irmãs e um irmão. Concluídos o estudos primários na escola da sua freguesia natal (de outubro de 1929 a junho de 1933), onde foi aluno da professora Maria Amélia Amaral, fez o exame da 4.ª classe na vila da Madalena, ficando distinto.
Nesse mesmo ano, com 11 anos de idade, embarcou no paquete Lima, na viagem que saiu da Horta a 16 de Setembro de 1933, rumo a Lisboa, para daí seguir para Macau a fim de estudar no Seminário de São José daquele cidade. Este foi o percurso seguido por dezenas de crianças açorianas, que na impossibilidade de prosseguirem estudos na sua terra natal seguiam para Macau, onde o açoriano D. José da Costa Nunes era então o bispo diocesano. O grupo integrava mais quatro rapazes do Pico, Faial e São Jorge, e em Lisboa juntou-se-lhes outro, de Freixo de Espada à Cinta, sendo seis os adolescentes que nesse ano ingressaram no Seminário de São José de Macau.
Em Macau, apesar de ser ter revelado um aluno exemplar e distintíssimo, decidiu que não tinha vocação para o sacerdócio e em janeiro de 1941, aos 18 anos de idade e quando frequentava o 2.º ano de Teologia, abandonou o Seminário. Após ter cumprido o serviço militar obrigatório como soldado em Macau, aproveitando o bom nível de ensino que recebera no Seminário de São José de Macau, passou a dar explicações particulares para sobreviver. Prestou provas de exame do 7.º ano no Liceu Infante D. Henrique, de Macau, obtendo excelente classificação e ficando assim habilitado para ingressar no ensino superior.
Em 1946 deixou Macau a bordo do paquete Colonial, o primeiro navio mercante português que foi a Macau após a Segunda Guerra Mundial, numa viagem que levou três meses para chegar a Lisboa pela rota do Cabo. Chegou às Lajes do Pico a 3 de Maio de 1946, com 24 anos de idade, vindo no mesmo Lima em que partira em 1933.
Apesar da Junta Geral do Distrito Autónomo da Horta lhe ter recusado bolsa de estudos, por não o considerar «aluno distinto», em outubro de 1946 fixou-se em Lisboa onde ingressou no curso de Filologia Clássica da Faculdade de Letras da Universidade de Lisboa. Terminou o curso em 1950, obtendo sempre ao longo dos quatro anos que ali estudou a média mais alta e sendo sempre o mais bem classificado em Latim. Tendo-se revelado um latinista nato, foi convidado para assistente na Faculdade onde se licenciou, cargo que não aceitou.
Optou pelo ensino liceal, tendo feito o estágio profissional no Liceu de D. João III, em Coimbra. Foi colocado interinamente no Liceu Nacional da Horta, em 1952. Professor efectivo no ano seguinte, leccionou naquele liceu a disciplina de Português e várias outras disciplinas, tendo ali permanecido 1989, ano em que se aposentou. Entre 1964 e 1972 exerceu o cargo de vice-reitor daquele estabelecimento de ensino.
Dotado de «vastíssima cultura, de extraordinária inteligência e de prodigiosa memória», foi figura destacada no meio cultural açoriano, participando como conferencista e palestrante em múltiplos eventos. Integrou o grupo de 14 individualidades que em 1955 fundaram o Núcleo Cultural da Horta, a cuja direcção pertenceu entre 1958 a 1967.
A sua participação cívica levou a que fosse nomeado procurador à Junta Geral do Distrito Autónomo da Horta e que em 1983 estivesse entre os principais dinamizadores das comemorações dos 150 anos da elevação da Horta de vila a cidade.
No campo jornalístico foi colaborador de múltiplos periódicos, com destaque para O Clarim (que era o órgão da Juventude Escolar Católica), o Correio da Horta, O Telégrafo, O Dever, A União, a Vigília, o Arauto, a Atlântida, A Ilha e o  Diário de Moçambique, entre outros periódicos. Foi o primeiro editor do jornal académico do Liceu Nacional da Horta, intitulado o Arauto, publicado irregularmente entre 1957 e 1973.
Contudo, a sua melhor produção literária foram os ensaios que foi escrevendo ao longo de várias décadas. A sua produção escrita estende-se por áreas tão diversificadas, como o ensaio literário, a crítica literária, a crónica, o artigo de opinião, o prefácio, a poesia, a palestra, a conferência, a recolha linguística e o conto.
Entre os seus estudos mais importantes, merecem destaque os ensaios literários sobre Roberto de Mesquita, Nunes da Rosa, Florêncio Terra e Garcia Monteiro. A par de Vitorino Nemésio, Dinis da Luz e Eduíno de Jesus, foi o grande divulgador da obra de Roberto de Mesquita. Produziu contos e poesia, obra que o Núcleo Cultural da Horta tem editado postumamente.
Está incluído no Dicionário de Literatura Portuguesa, Brasileira e Galega, de Jacinto do Prado Coelho, e na Antologia Poética dos Açores, de Ruy Galvão de Carvalho.
Foi objecto de diversas homenagens póstumas, tendo em 1994 recebido o o título de «cidadão honorário do concelho» concedido pela Câmara Municipal da Horta. O seu nome consta da toponímia da cidade da Horta tendo em Maio de 1999 sido atribuído o nome de «Rua Doutor Tomás da Rosa» à via que liga a Canada das Dutras à Rua do Paiol.. Foi novamente homenageado pela Câmara Municipal da Horta em 4 de Julho de 2002, aquando das comemorações do 169.º aniversário da cidade da Horta.

## Obras publicadas
Para além de uma vasta obra dispersa por periódicos, é autor das seguintes obras:
- (1954) As éclogas de Henrique Caiado. Coimbra : Faculdade de Letras da Universidade de Coimbra, Instituto de Estudos Clássicos (tese de licenciatura).
- (1956)  Miragem do tempo. Angra do Heroísmo, Seminário de Angra. (poesia; 2.ª edição em 1996, Horta, Núcleo Cultural da Horta).
- (1960) O Infante D. Henrique e a Missão Civilizadora de Portugal, separata do vol. 2 do Boletim do Núcleo Cultural da Horta.
- (1985) Evangelização a partir dos Açores
- (1990) Alguns estudos. Horta, Câmara Municipal da Horta (ensaios sobre as obras de Roberto de Mesquita e de Nunes da Rosa e estudos dispersos).
- (2003) Ilha morena. Horta, Câmara Municipal da Horta (contos).
- (2005) A tarde e a sombra, Horta, Câmara Municipal da Horta (contos; introdução de Manuel Tomás Gaspar da Costa).